# Барское-Мелечкино
Барское-Мелечкино — деревня в Московской области России. Входит в городской округ Солнечногорск. Население — 27 чел. (2010).

## География
Деревня расположена на северо-западе Московской области, в западной части округа, у границы с Клинским районом, в 15 км к западу от центра города Солнечногорска, на правом берегу впадающей в Истринское водохранилище реки Чёрной.
В деревне одна улица — Овражная. Ближайшие населённые пункты — деревни Климово, Логиново и Соскино. Связана прямым автобусным сообщением с районным центром.

## Население
| 1852 | 1859 | 1890 | 1899 | 1926 | 1932 | 1966 |
| ---- | ---- | ---- | ---- | ---- | ---- | ---- |
| 192  | ↘179 | ↘170 | ↗206 | ↘197 | ↘195 | ↘91  |
| 1998 | 2002 | 2010 |      |      |      |      |
| ↘19  | ↗24  | ↗27  |      |      |      |      |

## История
В 1629 году село принадлежало стольнику Лазареву, сыну Татищеву. В 1678 году деревней владел постельничий Алексей Михайлович Татищев, затем его сын Венедикт Алексеевич Татищев. В 1745 году — действительный статский советник Степан Тимофеевич Греков.
В середине XIX века сельцо Меличкино 1-го стана Клинского уезда Московской губернии принадлежала надворному советнику Якову Ильичу Павлову, в сельце было 22 двора, крестьян 105 душ мужского пола, 87 душ женского пола.
В «Списке населённых мест» 1862 года — владельческое сельцо Клинского уезда по правую сторону Звенигородского тракта, в 28 верстах от уездного города и 14 верстах от становой квартиры, при пруде, с 26 дворами и 179 жителями (94 мужчины, 85 женщин).
По данным на 1899 год — деревня Троицкой волости Клинского уезда с 206 душами населения.
В 1913 году — 40 дворов, земская школа и помещичья усадьба Н. Д. Маклаковой.
По материалам Всесоюзной переписи населения 1926 года — центр Мелечкинского сельсовета Троицкой волости Клинского уезда в 4,3 км от Пятницкого шоссе и 22,4 км от станции Подсолнечная Октябрьской железной дороги, проживало 197 жителей (96 мужчин, 101 женщина), насчитывалось 38 хозяйств, среди которых 36 крестьянских.
С 1994 до 2006 гг. деревня входила в Обуховский сельский округ Солнечногорского района.
С 2005 до 2019 гг. деревня включалась в Кривцовское сельское поселение Солнечногорского муниципального района.
С 2019 года деревня входит в городской округ Солнечногорск, в рамках администрации которого относится с территориальному управлению Кривцовское.